# إدكامب

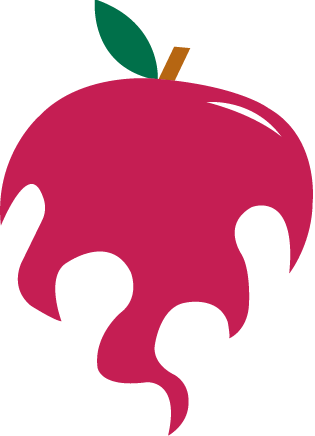

إدكامب، (بالإنجليزية: edcamp) أو مخيم تربوي، هو مؤتمر تطوير مهني لمدرسي المدارس وينظمه المشاركون أنفسهم على طريقة اللامؤتمر. ويشجع المشاركين بتقديم طروحاتهم وعادة يحضره مدرسي صف الحضانة وحتى الثانوية العامة. يركز بشكل أساسي على التكنولوجيا وأجهزة الكمبيوتر. ومن مواضيع المؤتمر، التربية، كما يشمل أمثلة عملية في استخدام أدوات التعليم الحديثة، وحل المشاكل التقنية التي ندخل في البيئة الصفية. وهو صمم على طراز باركامب.

## أسلوبه
تكون إدكامب مجانية بشكل عموم مجاناً أو بتكلفة منخفضة جداً تعتمد المشاركة المجتمعية. لا يتم تحديد المواضيع والجلسات إلا في يوم الحدث. كما يمكن للمشاركين التطوع لتقديم عرض حول موضوع من اختيارهم. لا يحاضر في هذه المؤتمرات أي محاضرين رئيسيين كما لايسمح بتواجد بائعين. كما تشجع المشاركين على طرح مواضيع وأفكار تهمم وتلاقي احتياجاتهم."

## تاريخ
عقد أول من إدكامب في شهر مايو 2010 في فيلادلفيا. ومنذ ذلك الوقت، عقد أكثر من 200 فعالية إدكامب جميع أنحاء العالم. تشكلت مؤسسة إدكامب في ديسمبر 2011 لمساعدة المعلمين وأصحاب المصلحة الآخرين الذين ينظمون هكذا مؤتمرات برؤية: "تعزيز العضوية، ومشاركين يحركهم التطوير المهني للمعلمي K-12 في جميع أنحاء العالم."